# Arbetsdomstolen (Finland)
Arbetsdomstolen (finska: Työtuomioistuin) är en specialdomstol i Finland som prövar tvister om arbets- och tjänstekollektivavtal samt tvistemål som grundar sig på lagarna om arbets- och tjänstekollektivavtal. Domstolen har sina lokaler på Sörnäsgatan 1 i Helsingfors.
Arbetsdomstolens ordförande är presidenten eller arbetsdomstolsrådet. I domstolen finns fjorton ordinarie ledamöter, varav två vice ordförande. De utnämns av republikens president för en period av fem år. Ordförandena och vice ordförandena företräder inte arbetsgivar- eller arbetstagarintressen. Övriga ledamöter utnämns efter förslag av arbetsmarknadens centralorganisationer.
Normalt dömer Arbetsdomstolen i en sammansättning med ordföranden och fem ledamöter, varav två ledamöter företräder arbetsgivarsidan och två arbetstagarsidan. Presidenten kan också förordna att ett mål ska avgöras i plenum. I vissa fall kan ett mål avgöras av en ensam domare vid den muntliga förberedelsen.
Arbetsdomstolens avgöranden kan inte överklagas, men de kan angripas genom extraordinära rättsmedel. Överinstans är då Högsta domstolen.